# Základní škola Červený vrch
Základní škola a Mateřská škola Červený vrch je základní škola založená roku 1965. Nachází se na Sídlišti Červený vrch v Praze 6. Jedná se o veřejnou školu, ve které v současnosti studuje přes 700 žáků ve 31 třídách. Škola zaměstnává přes 50 pedagogů. V současné době školu vede Marie Cibulková a její zástupci Daniela Vojtěchovská, Jiří Čurda a nově i Lucie Musilová
Součástí školy jsou také dvě školy mateřské – MŠ Pod Novým lesem a MŠ Červený vrch, nacházející se přes ulici od budovy ZŠ.

## Vybavení školy
Škola disponuje venkovním bazénem, který je využíván pro výuku tělesné výchovy, potřeby školní družiny či mateřských škol. Bazén byl postaven roku 1978, ale roku 2011 byl jako nevyhovující uzavřen. V roce 2013 byl však po rozsáhlé rekonstrukci znovu uveden do provozu. Je v provozu během jarních i podzimních měsíců.
V budově školy se nacházejí 2 tělocvičny a posilovna. Škola tyto tělocvičny i posilovnu pronajímá veřejnosti. Dále se zde nachází rukodělná dílna, keramická dílna, dvě počítačové pracovny a školní knihovna. Škola má také školní jídelnu, která byla roku 2004 zrekonstruovaná a je využívána i jako kulturní místnost pro školní vystoupení a koncerty DPS Sedmihlásek, který na škole působí.
V areálu školy se též nachází multifunkční sportovní hřiště. V roce 2013 byla ukončena jeho rekonstrukce, při které byly vyměněny basketbalové koše, branky, oplocení i samotný povrch hřiště. Kolem hřiště je běžecký ovál s doskočištěm pro skoky do dálky.

## Výuka

### Školní vzdělávací program
Od září roku 2016 se na škole vyučuje na základě vzdělávacího programu S.O.U.Z.N.Ě.N.Í. Tato písmena zastupují začáteční hlásky hlavních cílů a charakteristik ŠVP:
- S – spolupráce
- O – otevřenost
- U- úspěšnost, upřímnost
- Z – zájem i zábava
- N – naslouchání
- Ě – etika, empatie, ekologie
- N – nápady
- Í – integrace, inkluze, inovace

ŠVP se snaží nejen o vzdělávání žáků v odborných předmětech, ale i mimo ně – vede žáky k otevřenosti, upřímnosti nebo se v nich snaží vzbudit zájem o věci kolem sebe. Škola i její program kladou důraz především na etiku, toleranci a mezilidské vztahy. I díky tomu škola nabízí velké množství zájmových kroužků a volnočasových aktivit.
Již od roku 1987 mají absolventi 5. Ročníku možnost zapsat se také do matematické třídy, kde je rozšířená výuka matematiky a dalších přírodovědných předmětů. Jedná se o výběrovou třídu, kam mají možnost se hlásit školáci z celé Prahy 6.

### Školní zájmová činnost
V návaznosti na školní vzdělávací program škola také nabízí širokou nabídku zájmových kroužků. Od rukodělných kroužků jako je např. keramika, přes sportovní aktivity, např. sportovní hry, jógu nebo plavání, po šachy a „hrátky s fyzikou“.

## Školní projekty

### Masopust
Na škole se každý rok slaví Masopust spojený s karnevalem. Během oslav je pořádána přehlídka masek a žáci předvádějí ročníkové tance, které předem nacvičovali v průběhu hodin tělesné a hudební výchovy.

### Jeden svět – různé měny
Škola pro žáky 6. Ročníku pořádá kurz finanční gramotnosti s názvem Jeden svět – různé měny. Žáci si během projektu osvojují základy finanční gramotnosti prostřednictvím her, zpracováváním plakátů či prezentací.

### Noc s Andersenem
Již od roku 2002 se škola účastní akce Noc s Andersenem, kdy žáci tráví večer a noc v prostorách školy a je jim předčítána či jinou formou podávána tvorba Hanse Christiana Andersena a další literatura, především pohádky. Noc má vždy určité ústřední téma, roku 2016 např. znělo „Pohádkové mravy každé dítě spraví“.

### Knižní veletrh
Na škole se také koná Knižní veletrh, kdy žáci vyšších ročníků svým spolužákům z ročníků nižších představují knihy, které čtou. Výstupem projektu je i seznam nejlepších knih, který radí rodičům, které knihy dětem koupit.

### Táborák
Symbolickým zakončením každého školního roku je celoškolní táborák. Během odpoledne třídy a školní soubory předvádějí svá vystoupení a je podáváno občerstvení. Táborák má vždy určité téma – od antiky po Dálný Východ. Tento akt byl zrušen již v roce 2010,  od té doby již nebyl znovu realizován. Namísto této akce byl zaveden RHOA (Red Hill Open Air), který je podobný jako předchozí Táborák, s tím rozdílem, že táborový oheň již součástí akce není.  Této akce se účastní i záchranné složky České republiky, které představují žákům jejich činnost.

## Dopravní dostupnost a poloha školy
ZŠ Červený vrch se nachází v centru sídliště Červený Vrch. Ve vzdálenosti 200 m od školy je tramvajová zastávka DPP Červený vrch, kde staví tramvaje číslo 20 a 26. 400 m od školy se nachází stanice metra linky A Nádraží Veleslavín. Na úrovni stanice metra se nachází i autobusové nádraží, kde končí meziměstské autobusové spoje (např. z Kladna) a také spoje DPP. Cca 10 minut od školy se také nachází vlakové nádraží Praha-Veleslavín, kde taktéž končí mimopražské spoje. Škola se nachází v ulici Alžírská, která je kolmá na ulici Evropská a je tak dobře dostupná i autem.